# Laerte de Souza Santos
Laerte de Souza Santos (Rio de Janeiro, 2 de setembro de 1958) é um General de Exército brasileiro, que foi chefe do Estado Maior Conjunto das Forças Armadas de 31 de maio de 2021 até 8 de janeiro de 2023.

## Carreira militar

### Oficial
Ingressou na carreira militar em 4 de março de 1974, na Escola Preparatória de Cadetes do Exército, seguindo depois para a  Academia Militar das Agulhas Negras, onde foi declarado aspirante-a-oficial da Arma de Artilharia, em 15 de dezembro de 1980. 
Serviu no 21.º Grupo de Artilharia de Campanha, no Rio de Janeiro, sendo promovido a 2.º Tenente em 31 de agosto de 1981 e a 1.º Tenente em 25 de dezembro de 1982. Em seguida, realizou o curso de piloto de helicópteros, passando a servir na Aviação do Exército. Ascendeu ao posto de Capitão em 25 de dezembro de 1986. Em 1990, cursou a Escola de Aperfeiçoamento de Oficiais.

### Oficial Superior
Foi promovido ao posto de Major em 25 de dezembro de 1993 e realizou o curso de Altos Estudos Militares da Escola de Comando e Estado-Maior do Exército. Ascendeu a Tenente Coronel em 31 de agosto de 1998 e a Coronel em 31 de agosto de 2004.
Nessa fase, comandou o 3.º Batalhão de Aviação do Exército e o Centro de Instrução de Aviação do Exército, em Taubaté.

### Oficial General
Promovido a General de Brigada em 31 de março de 2011, foi designado Diretor de Material de Aviação do Exército, em Brasília. Em 2012, passou a comandar a 15ª Brigada de Infantaria Mecanizada, em Cascavel.
No período de 2 de fevereiro de 2013 a 12 de abril de 2014, foi Comandante da Aviação do Exército, em Taubaté. Em 31 de março de 2014, foi promovido a General de Divisão e designado Diretor de Controle de Efetivos e Movimentações do Exército, em Brasília.
Em seguida, foi nomeado Comandante da 1ª Região Militar, no Rio de Janeiro. Exerceu essa função de 27 de julho de 2016 até 27 de março de 2018.
Em 31 de março de 2018, atingiu o último posto da carreira militar, General de Exército. Nessa ocasião, foi designado Chefe de Logística e Mobilização do Ministério da Defesa, cargo que exerceu até 14 de janeiro de 2020.
Na sequência, foi nomeado Comandante Logístico do Exército, onde permaneceu até 20 de maio de 2021. Durante este período, foi condecorado com a Ordem de Rio Branco, no grau Grã-Cruz.
Assumiu o cargo de chefe do Estado Maior Conjunto das Forças Armadas em 31 de maio de 2021, , ficando até os Ataques às sedes dos Três Poderes do Brasil em 2023, o sucessor dele foi o almirante de esquadra Renato de Aguiar Freire. 